# Toxocarpus ovatus
Toxocarpus ovatus är en oleanderväxtart som beskrevs av Kerr. Toxocarpus ovatus ingår i släktet Toxocarpus och familjen oleanderväxter. Inga underarter finns listade i Catalogue of Life.